# Acacia eremaea
Acacia eremaea — вид квіткових рослин з родини бобових. Ареал: Австралія (Західна Австралія).

## Середовище проживання
Вид зазвичай розташований на солончакових западинах, кам'янистих глинистих рівнинах і навколо солоних озер, що ростуть на глинистих, глинистих і піщаних ґрунтах.

## Біоморфологічна характеристика
Щільний кущ або дерево зазвичай досягає висоти від 1.2 до 4 метрів і має волохаті, округлі в перерізі та ребристі гілки. Прямовисні вічнозелені філодії мають форму від еліптично-ланцетної до вузькоеліптичної і прямі або неглибоко загнуті. Гострі, сіро-зелені та голі філодії мають довжину від 6 до 12 см і ширину від 6 до 17 мм і мають багато тісно паралельних жилок. Цвіте з липня по жовтень і дає жовті квітки. Прості суцвіття утворюються групами по два-чотири в пазухах і мають сферичні квіткові голови діаметром від 5 до 8 мм, що містять від 54 до 85 щільно упакованих квіток золотистого кольору. Прямі або злегка вигнуті стручки, які утворюються після цвітіння, мають лінійну форму і сильно підняті над насінням. Голі стручки мають довжину до 9 см і ширину від 5 до 7 мм і містять блискуче-коричневе насіння яйцеподібної форми і довжиною від 5 до 6 мм.